# كورت ماير (كيميائي)
كورت ماير (بالألمانية: Kurt Meyer) (و. 1904 – 1978 م) هو كيميائي، وأستاذ جامعي، من ألمانيا، ولد في تسويكاو، توفي عن عمر يناهز 74 عاماً.

## مناصب وهيئات
أدار جامعة هومبولت في برلين.

## جوائز
حصل على جوائز منها:
- الجائزة الوطنية لجمهورية ألمانيا الديمقراطية.

## روابط خارجية
- كورت ماير على موقع الموسوعة البريطانية (الإنجليزية)
- كورت ماير على موقع مونزينجر (الألمانية)